# Jaskinia Malowideł
Jaskinia Malowideł (port. Caverna da Pedra Pintada) – płytka, szeroka jaskinia położona w pobliżu brazylijskiego miasta Monte Alegre, w której odkryto ślady ludzkiej egzystencji datowane na 13 000 lat.
Jej nazwa pochodzi od licznych skalnych rysunków, które przedstawiają m.in. ludzi, figury geometryczne oraz odciski dłoni. Na podstawie przeprowadzonych badań pigmentu ustalono, że malowidła są najstarszymi jakie odkryto w obu Amerykach.

## Odkrycie i badania
Jaskinię odkrył w 1849 roku angielski przyrodnik Alfred Russel Wallace, który szkicował napotkane w okolicy skalne rysunki. Później zorganizowano kilka wypraw badawczych, jednak większość z nich ograniczyła się do skopiowania przedstawionych tam malowideł. Poważniejsze badania przeprowadziła dopiero na początku lat 90. XX wieku Anna Roosevelt. Wówczas okazało się, że w jaskini poza malowidłami, znajduje się prehistoryczne śmietnisko. Kilka centymetrów pod ostatnią, jak się wydawało, zamieszkałą warstwą odkryła kolejną. Znajdowały się w niej m.in. pozostałości farby, jedzenia, roślin oraz grotów, co sugeruje, że pierwsi mieszkańcy jaskini prowadzili zbieracko-łowiecki tryb życia. Na podstawie analizy znalezionego pigmentu wiek najstarszej warstwy oszacowano na 13 000 lat. Mniej więcej w tym samym czasie w Ameryce Północnej rozwijała się kultura Clovis, której ludność przez długi czas uważano za pierwszych mieszkańców Nowego Świata.
To odkrycie pokazało, że Paleoindianie wędrując z Ameryki Północnej do Południowej nie przemieszczali się tylko wzdłuż Andów, jak sądziło wcześniej wielu archeologów. Anna Roosevelt powiedziała, że Paleoindianie podróżowali daleko i potrafili przystosować się do różnych środowisk. Dodała też, że wspólnie ze swoim zespołem znalazła twarde dowody na istnienie całkowicie odmiennej kultury od tej z Ameryki Północnej, lecz znajdującej 8000 km na południe. Według niej oznacza to, że Amazonii nie zasiedliły odłamy kultury Clovis, lecz zupełnie odrębna kultura. Mieszkańcy jaskini żyli jednak zupełnie inaczej niż ludy z północy, gdyż nie polowali na duże zwierzęta i nie wytwarzali grotów. Zamiast tego zbierali owoce i łowili ryby, zwłaszcza pirarucu. Malowali również skały i zostawiali na nich swoje odbicia dłoni. Jaskinię porzucili po około dwunastu wiekach. Kolejni mieszkańcy zasiedlili ją około 6000 lat p.n.e. jednakże przypuszczalnie była ona dla nich tylko tymczasowym schronieniem. Od pobliskiej wioski Anna Roosevelt nazwała ich kulturą Paituna. Wykopaliska ujawniły, że potrafili wytwarzać ceramiczne misy najczęściej barwione na czerwono lub szaro-brązowo. Ich pozostałości okazały się najstarszymi znanymi wyrobami garncarskimi w obu Amerykach.